# Doce Delírio
Doce Delírio é um filme brasileiro de 1983 dirigido por Manoel Paiva.

## Prêmios e indicações
Troféu APCA (1983)
- Vencedor nas categorias:

Melhor atriz (Bárbara Fazio)
Melhor fotografia (Carlos Reichenbach)
Prêmio Governador do Estado de São Paulo (1983)
- Vencedor na categoria:

Melhor iluminação (Carlos Reichenbach)

## Sinopse
Rejeitada pelo marido após 27 anos de casamento, Júlia acaba se envolvendo com outro homem e suas crises levam o ex-marido a achar que estaria louca. As crises pioram quando a mãe dela também se separa.

## Elenco
- Cláudia Alencar.... Eva
- Mauro Mendonça.... Armando
- Bárbara Fazio.... Júlia
- Eduardo Tornaghi
- Ênio Gonçalves
- Paulo César Grande
- Imara Reis
- Jonas Bloch (ator convidado)
- Patrícia Scalvi (atriz convidada)
- Pietro Maranca (participação especial)
- Lucélia Machiavelli
- Elza Maria
- Zemanuel Piñero (como José Piñero)
- Silvana Reis